# Piercia attenuata
Piercia attenuata är en fjärilsart som beskrevs av Walker 1862. Piercia attenuata ingår i släktet Piercia och familjen mätare. Inga underarter finns listade i Catalogue of Life.